# Fudbalski klub Orlić
Il Fudbalski klub Orlić è stata una squadra bosniaca di calcio a 5 con sede a Sarajevo.

## Storia
Nella sua breve esistenza, l'Orlić ha debuttato nel Campionato bosniaco di calcio a 5 nella stagione 2007-08, aggiudicandoselo immediatamente dopo aver vinto il girone nord. L'anno successivo, pur iscritta alla Coppa UEFA, non ha preso parte al girone eliminatorio, mentre in campionato è arrivato al girone finale, classificandosi seconda e cedendo lo scettro di campione bosniaco al Leotar. Tuttavia, ha aggiunto alla propria bacheca la Coppa di Bosnia vinta in finale sempre sul Leotar.

## Rosa 2008-2009
| N. |                                 | Ruolo | Calciatore             |
| -- | ------------------------------- | ----- | ---------------------- |
| 1  | Bosnia ed Erzegovina (bandiera) | P     | Benjamin Beranek       |
| 2  | Bosnia ed Erzegovina (bandiera) | P     | Alen Ćirić             |
| 3  | Bosnia ed Erzegovina (bandiera) | D     | Vahidin Terzić         |
| 4  | Bosnia ed Erzegovina (bandiera) | D     | Sanel Hajdarević       |
| 5  | Bosnia ed Erzegovina (bandiera) | D     | Adis Kapetanović       |
| 6  | Bosnia ed Erzegovina (bandiera) | D     | Haris Karadža          |
| 7  | Serbia (bandiera)               | C     | Vladimir Lazić         |
| 8  | Bosnia ed Erzegovina (bandiera) | D     | Josip Lokmer           |
| 9  | Bosnia ed Erzegovina (bandiera) | A     | Dželaludin Muharemović |
| 10 | Bosnia ed Erzegovina (bandiera) | C     | Nijaz Mulahmetović     |
| 11 | Bosnia ed Erzegovina (bandiera) | P     | Bahrudin Omerbegović   |
| 12 | Bosnia ed Erzegovina (bandiera) | A     | Gojko Pivač            |
| 13 | Bosnia ed Erzegovina (bandiera) | D     | Ermin Salčin           |
| 14 | Bosnia ed Erzegovina (bandiera) | D     | Nihad Sarvan           |

| N. |                                 | Ruolo | Calciatore       |
| -- | ------------------------------- | ----- | ---------------- |
| 15 | Bosnia ed Erzegovina (bandiera) | C     | Aleksandar Simić |
| 16 | Bosnia ed Erzegovina (bandiera) | C     | Dragan Simikić   |
| 17 | Serbia (bandiera)               | A     | Davor Stanković  |
| 18 | Bosnia ed Erzegovina (bandiera) | A     | Kenan Suković    |
| 19 | Bosnia ed Erzegovina (bandiera) | A     | Aziz Turudija    |
| 20 | Bosnia ed Erzegovina (bandiera) | C     | Duško Bećarević  |
| 21 | Bosnia ed Erzegovina (bandiera) | C     | Goran Gavrić     |
| 22 | Bosnia ed Erzegovina (bandiera) | D     | Muamer Kurto     |
| 23 | Serbia (bandiera)               | C     | Slobodan Janjić  |
| 24 | Bosnia ed Erzegovina (bandiera) | D     | Dragan Ilić      |
| 25 | Bosnia ed Erzegovina (bandiera) | A     | Haris Harba      |
| 26 | Bosnia ed Erzegovina (bandiera) | P     | Nedim Suković    |
|    | Bosnia ed Erzegovina (bandiera) | A     | Džemal Smječanin |

## Palmarès
- Campionato bosniaco: 2

2007-08, 2009-10
- Coppa di Bosnia ed Erzegovina: 1

2008-09